# Bruce Lester
Bruce Lester (* 6. Juni 1912 in Johannesburg, Südafrika; † 13. Juni 2008 in Los Angeles, Kalifornien; eigentlich Bruce Somerset Lister) war ein britischer Schauspieler.

## Leben
Lester, der in Südafrika als Sohn britischer Eltern geboren wurde, studierte am Brighton College in England, wo er sich im Tennis hervortat. Auf den Rat eines Freundes hin, als Schauspieler mehr verdienen zu können, begann er, auf den Theaterbühnen Londons aufzutreten. Ab 1934 stand er unter seinem eigentlichen Namen Bruce Lister für eine Reihe von sogenannten „quota quickies“, billig und schnell produzierten Filmen, vor der Kamera. 1938 erhielt er einen Vertrag bei den Teddington Studios, dem britischen Ableger von Warner Brothers. Als man ihn noch im selben Jahr nach Hollywood schickte, änderte er seinen Namen in Bruce Lester um. Seinen ersten Hollywood-Einsatz absolvierte er in Lloyd Bacons Filmkomödie Der kleine Star (1938) an der Seite von James Cagney, der daraufhin Warner Brothers dazu bewogen haben soll, Lester einen Drei-Jahres-Vertrag anzubieten. Es folgten Nebenrollen in dem Historienfilm Wenn ich König wär (1938) mit Ronald Colman und Basil Rathbone und in dem Agententhriller British Intelligence mit Boris Karloff und Margaret Lindsay.
Lester spielte zumeist freundliche und gutaussehende Engländer. 1940 trat er, ausgeliehen an MGM, als liebenswürdiger Charles Bingley in Robert Z. Leonards Stolz und Vorurteil, der ersten Leinwandverfilmung des gleichnamigen Jane-Austen-Romans, neben Greer Garson und Laurence Olivier auf. Es sollte die aufwändigste Produktion in Lesters Karriere werden. Bei Warner Brothers war er im selben Jahr auch als leichtgläubiger Polizeiermittler neben Bette Davis in William Wylers Das Geheimnis von Malampur nach einer Kurzgeschichte von W. Somerset Maugham zu sehen.
Im Zuge des Zweiten Weltkriegs kehrte Lester nach England zurück, um sich der britischen Armee anzuschließen. Er ließ sich jedoch überzeugen, dass er für die Sache der Alliierten von größerem Nutzen war, in Kriegsfilmen mitzuspielen, die die Moral hoch hielten, so etwa als Pilot in A Yank in the R.A.F. mit Tyrone Power und in Sabotageauftrag Berlin neben Errol Flynn und Ronald Reagan. In Richard Thorpes Spionagefilm Gefährliche Flitterwochen mit Joan Crawford und Fred MacMurray hatte Lester 1943 eine seiner wichtigeren Rollen als Pianist, der während eines Konzerts in einer Hitchcock-artigen Sequenz aus Rache einen deutschen Oberst erschießt. Der große Durchbruch gelang Lester jedoch nie. Auch nach dem Krieg blieb er auf Neben- und Kleinstrollen festgelegt.
In den 1950er Jahren arbeitete Lester auch als „Story Analyst“ für Paramount und Columbia Pictures, ehe er 1958 als Commissioner Brandini für den ursprünglich als Fernsehserie konzipierten Abenteuerfilm Tarzan und die Jäger ein letztes Mal vor der Kamera stand.
Mit seiner Ehefrau Jane verbrachte Lester seine letzten Jahre in Los Angeles und Palm Springs, wo er sich erneut dem Tennis sowie dem Hollywood Cricket Club widmete. Er starb 2008 im Alter von 96 Jahren in Los Angeles und wurde im Westwood Memorial Park beigesetzt.

## Filmografie (Auswahl)
- 1934: Badger’s Green
- 1934: The Third Clue
- 1936: Ourselves Alone
- 1936: A Star Fell from Heaven
- 1936: The Tenth Man
- 1936: Crime Over London
- 1936: The Heirloom Mystery
- 1937: Mayfair Melody
- 1937: The Windmill
- 1937: Change for a Sovereign
- 1938: Quiet Please
- 1938: Thistledown
- 1938: Der kleine Star (Boy Meets Girl)
- 1938: Wenn ich König wär (If I Were King)
- 1939: Home from Home
- 1939: The Witness Vanishes
- 1939: British Intelligence
- 1940: Die Irrwege des Oliver Essex (My Son, My Son!)
- 1940: Stolz und Vorurteil (Pride and Prejudice)
- 1940: Das Geheimnis von Malampur (The Letter)
- 1941: Shadows on the Stairs
- 1941: Singapore Woman
- 1941: Shining Victory
- 1941: Menschenjagd (Man Hunt)
- 1941: A Yank in the R.A.F.
- 1942: Sabotageauftrag Berlin (Desperate Journey)
- 1943: The Mysterious Doctor
- 1943: Gefährliche Flitterwochen (Above Suspicion)
- 1943: Das zweite Gesicht (Flesh and Fantasy)
- 1946: Im Geheimdienst (Cloak and Dagger)
- 1946: Strange Journey
- 1947: Goldene Ohrringe (Golden Earrings)
- 1947: Vierzehn Jahre Sing-Sing (I Walk Alone)
- 1948: But Not in Vain
- 1949: The Fool and the Princess
- 1949: Celia
- 1951: Tarzan und die Dschungelgöttin (Tarzan’s Peril)
- 1951: Tales of Robin Hood
- 1951: Burg der Rache (Lorna Doone)
- 1951: Secrets of Monte Carlo
- 1951: Das zweite Gesicht des Dr. Jekyll (The Son of Dr. Jekyll)
- 1952: Sein Freund, der Lederstrumpf (The Pathfinder)
- 1952: Dangerous Assignment (TV-Serie, eine Folge)
- 1953: Geheimkommando Afrika (The Royal African Rifles)
- 1954: King Richard and the Crusaders
- 1954: Charade
- 1954: Der Talisman (King Richard and the Crusaders)
- 1955: Der Seefuchs (The Sea Chase)
- 1955: Der scharlachrote Rock (The Scarlet Coat)
- 1957: Flammen über Afrika (Something of Value)
- 1957: Hongkong war ihr Schicksal (The Seventh Sin)
- 1958: Tarzan und die Jäger (Tarzan and the Trappers) (TV-Film)